# Lucas Veríssimo
Lucas Veríssimo da Silva (* 2. Juli oder 7. Juli 1995 in Jundiaí) ist ein brasilianischer Fußballspieler.

## Karriere

### Verein
Zur Saison 2014 wechselte er von CA Linense in die U20 des FC Santos. Nach zwei Spielzeiten hier wurde er zur Runde 2016 ein fester Bestandteil des Kaders der Mannschaft. Nach einer verhaltenen ersten Saison wurde er spätestens ab der Saison 2017 ein wichtiger Spieler der Mannschaft.
Im Januar 2021 wechselte Veríssimo für eine Ablöse von 6,5 Mio. € zu Benfica Lissabon nach Portugal. Mit dem Klub konnte er in der Saison 2022/23 die Meisterschaft gewinnen. Dabei bestritt er nur zwei Einsätze über insgesamt acht Minuten.
Im Juli 2023 kehrte Veríssimo auf Leihbasis in seine Heimat zurück, wo er einen Kontrakt beim SC Corinthians unterzeichnete. Dieser erhielt eine Laufzeit über ein Jahr. Nach 15 Erstligaspielen kehrte er im Dezember 2023 wieder zu Benfica zurück.
Im Januar 2024 zog es ihn nach Katar. Hier unterschrieb er in Doha einen Vertrag beim Erstligisten al-Duhail SC. Nach einer Spielzeit, in der er 31 Ligaspiele bestritt, wechselte er im Juli 2025 auf Leihbasis zu dem ebenfalls in der ersten Liga spielenden al-Wakrah SC.

### Nationalmannschaft
Sein Debüt in der brasilianischen Nationalmannschaft hatte er am 9. September 2021 bei einem 2:0-Sieg über Peru über während der Qualifikation für die Weltmeisterschaft 2022.

## Erfolge
Santos
- Staatsmeisterschaft von São Paulo: 2016

Benfica
- Portugiesischer Meister: 2022/23